# Alain Verschoren
Alain Verschoren (Antwerpen, 9 augustus 1954 – Tenerife, 27 november 2020) was een Vlaams wiskundige en hoogleraar. Hij was van 2001 tot 2003 rector van het Rijksuniversitair Centrum Antwerpen en van 2008 tot 2016 van de Universiteit Antwerpen.

## Levensloop
Alain Verschoren werd in 1976 licentiaat wiskunde aan de Universitaire Instelling Antwerpen (UIA) en behaalde de graad van doctor in 1979. Na zijn studies was hij verbonden aan het Rijksuniversitair Centrum Antwerpen (RUCA) als hoogleraar. In 1996 werd hij decaan van de faculteit Wetenschappen. Twee jaar later werd hij de eerste decaan van de eengemaakte faculteit Wetenschappen van de UIA en het RUCA.
In 2001 werd Verschoren rector van het RUCA. Op 1 oktober 2003 werden de drie universitaire instellingen Ufsia, UIA en RUCA samengevoegd tot de Universiteit Antwerpen. Verschoren was een groot voorstander van deze fusie. Hij werd de eerste voorzitter van de raad van bestuur en tekende mee het groeiplan van de nieuwe universiteit uit. In 2008 volgde hij Francis Van Loon op als rector van de Universiteit Antwerpen nadat hij in de derde stemronde 51,05% van de stemmen haalde. Bij de rectorverkiezing van 2012 was Verschoren de enige kandidaat en verlengde hij zijn mandaat met vier jaar. In 2016 werd hij opgevolgd door Herman Van Goethem.
Van 2009 tot 2011 was hij voorzitter van de Vlaamse Interuniversitaire Raad (VLIR) en van 2010 tot 2013 van de Associatie Universiteit & Hogescholen Antwerpen.
Verschoren was lijstduwer op de sp.a-lijst voor de provincieraadsverkiezingen van 2018 in Antwerpen. Hij vormde met een duo als lijstduwer met Monica De Coninck. Hij haalde 1.028 stemmen, maar geraakte niet verkozen. Bij de Vlaamse verkiezingen van 2019 was hij samen met Jinnih Beels lijstduwer van de sp.a-lijst in de kieskring Antwerpen. Hij haalde 1.329 stemmen.
Alain Verschoren overleed onverwachts tijdens de nacht van 26 op 27 november 2020 in Tenerife.